# Nicola Gaetano Spinola
Nicola Gaetano Spinola (Madrid, 20 febbraio 1659 – Roma, 12 aprile 1735) è stato un cardinale e arcivescovo cattolico italiano.

## Biografia
Nato a Madrid il 20 febbraio 1659 Nicola Gaetano nacque in seno alla nobile famiglia genovese degli Spinola. Il suo nome è talvolta indicato nella variante spagnola Nicolás Spínola. Era nipote del cardinale Giambattista Spinola il vecchio. Altri cardinali che appartennero alla sua stessa casata furono Giandomenico Spinola, Giulio Spinola, Giambattista Spinola il giovane e Giovanni Battista Spinola.
Intrapresi gli studi giuridici, si laureò all'Università di Roma ottenendo il 20 febbraio 1687 il dottorato in utroque iure.
Optando per la carriera ecclesiastica, divenne relatore del Tribunale della Segnatura Apostolica e del Sacro Collegio del Buon Governo. Visitatore apostolico presso le città di Todi e Spoleto, divenne vicario della basilica di Santa Maria in Trastevere. Presidente della Camera Apostolica dal 20 settembre 1695, ne divenne chierico della Camera Apostolica il 2 marzo 1696, prendendo gli ordini sacri solo il 3 ottobre 1706.
Fu eletto arcivescovo titolare di Tebe il 4 ottobre 1706. Fu consacrato vescovo quello stesso anno e nominato il 30 ottobre nunzio apostolico in Toscana. Assistente al Trono Pontificio dal 1º novembre 1706, divenne nunzio apostolico in Polonia dal 6 settembre 1707 ed uditore generale della Camera Apostolica dal 1º luglio 1712.
Creato cardinale presbitero il 16 dicembre 1715, ricevette la porpora ed il titolo di San Sisto l'8 giugno 1716, partecipando al conclave del 1721 che elesse papa Innocenzo XIII. Camerlengo del Sacro Collegio dei Cardinali dal 17 gennaio 1724, venne confermato anche per l'anno successivo alla scadenza della sua carica, abbandonando l'incarico il 20 febbraio 1726, dopo aver partecipato al conclave del 1724 che elesse papa Benedetto XIII. Dopo aver optato per il titolo cardinalizio dei Santi Nereo ed Achilleo il 29 gennaio 1725, partecipò al conclave del 1730 che elesse papa Clemente XII.
Morì a Roma il 12 aprile 1735, alle 20.00 circa e la sua salma venne esposta nella chiesa di Sant'Andrea della Valle, dove ebbero luogo i funerali il 14 aprile di quello stesso anno. Venne successivamente sepolto presso la porta del Pontificio Urbaniano Ateneo di Propaganda Fide di Roma.

## Genealogia episcopale e successione apostolica
La genealogia episcopale è:
- Cardinale Tolomeo Gallio
- Vescovo Cesare Speciano
- Patriarca Andrés Pacheco
- Cardinale Agostino Spinola
- Cardinale Giulio Cesare Sacchetti
- Cardinale Ciriaco Rocci
- Cardinale Carlo Carafa della Spina, C.R.
- Cardinale Francesco Nerli
- Cardinale Lorenzo Casoni
- Cardinale Nicola Gaetano Spinola

La successione apostolica è:
- Vescovo Wojciech Ignacy Bardziński (1709)
- Vescovo Adeodato Summantico, O.E.S.A. (1717)
- Arcivescovo Nicolò Antonio Carafa, O.S.B.Oliv. (1720)
- Arcivescovo Lazzaro Pallavicini (1721)
- Vescovo Nicolò Leopoldo Lomellini (1722)
- Vescovo Francesco de Vico (1723)
- Vescovo Agostino Odoardi, O.S.B. (1724)
- Vescovo Francesco Pertusati, O.S.B.Oliv. (1724)
- Vescovo Tommaso Angelo Passante, Sch.P. (1725)
- Vescovo Carlo Cornaccioli, O.Carm. (1726)
- Vescovo Tommaso Falcoia, C.P.O. (1730)
- Vescovo Giambattista Curli (1733)
- Vescovo Giovanni Bernardino Vendemini (1733)